# Wooded Island (ö i Australien)
Wooded Island är en ö i Australien. Den ligger i delstaten Western Australia, omkring 410 kilometer nordväst om delstatshuvudstaden Perth. Arean är 0,17 kvadratkilometer. Den sträcker sig 0,5 kilometer i nord-sydlig riktning, och 0,8 kilometer i öst-västlig riktning.
Stäppklimat råder i trakten. Genomsnittlig årsnederbörd är 375 millimeter. Den regnigaste månaden är juni, med i genomsnitt 88 mm nederbörd, och den torraste är december, med 3 mm nederbörd.